# Чермишево Друге
Чермише́во Друге (рос. Чермышево Второе, марій. Изи Нужанъял) — присілок у складі Гірськомарійського району Марій Ел, Росія. Входить до складу Єласівського сільського поселення.

## Населення
Населення — 71 особа (2010; 73 у 2002).
Національний склад (станом на 2002 рік):
- марі — 100 %